# Kinematografia portugalska
Kinematografia portugalska – ogół produkcji i dystrybucji filmowej na terytorium Portugalii.

## PrzedNovo Cinema
Pod koniec XIX wieku,  tak jak w przypadku większości państw europejskich, odbyły się pierwsze pokazy kinematografu w Portugalii. W repertuarze dominowały filmy zagraniczne, jednak już w latach 1918–1925 w Porto pod kierunkiem Nunesa de Mattosa działała wytwórnia Cinematográfica Invencible de Oporto, która produkowała filmy oparte na literaturze narodowej i z udziałem portugalskich aktorów. W 1926 roku kres działalności wytwórni położył wojskowy zamach stanu pod przewodnictwem Antonio Salazara. Mimo to jeszcze w epoce kina niemego uznanie zdobyły takie utwory, jak Maria do Mar (1930) José Leitão de Barrosa oraz dokument Manoela de Oliveiry Praca wre nad rzeką Douro (1931), inspirowany niemieckim dziełem Waltera Ruttmanna Berlin – symfonia wielkiego miasta.
Wraz z sukcesem pierwszych filmów dźwiękowych (realizowana we Francji Severa [1931] Barrosa) rządowa komisja do spraw kinematografii w 1931 roku postulowała stworzenie studia mającego za zadanie produkować filmy narodowe, subsydiowane ze środków państwowych. Dominowała produkcja komedii oraz tzw. filmów fado; ważniejszy był jednak rozwój kultury filmowej (promocja kinematografii, pierwsze kluby filmowe). Za zapowiedź europejskiego neorealizmu uchodziła dobrze przyjęta za granicą debiutancka fabuła de Oliveiry, Aniki-Bobó (1942). W latach 50. XX wieku zaostrzona została jednak cenzura, a rodzima kinematografia pogrążyła się w stagnacji.

## Novo Cinema

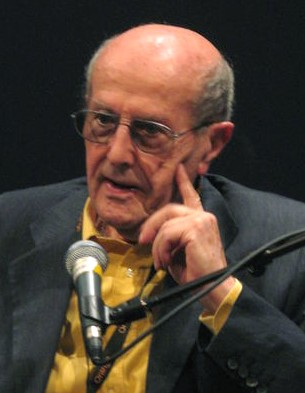
Manoel de Oliveira

Na początku lat 60. wyłoniła się formacja portugalskich reżyserów wykształconych we Francji i w Wielkiej Brytanii, nazywana Novo Cinema. Jej przedstawiciele, wywodzący się z młodszego pokolenia, przeciwstawiali się dziedzictwu dyktatury Salazara i wzorowali się pod względem reżyserskiego stylu na twórczości de Oliveiry, częściowo także de Barrosy. Za początek Novo Cinema przyjmuje się Dom Roberto (1963) Paula Rochy, historię lizbońskiej kelnerki i szewca. Producent Domu Roberto, António Cunha Telles, odegrał szczególną rolę jako twórca nowego nurtu. Pod jego opieką producencką powstały najważniejsze dzieła nurtu, w tym Belarmino (1964) Fernando Lopesa, a także filmy Carlosa Vilardebó, Manuela Farii de Almeidy oraz Antónia de Macedo. Filmy zaliczane do Novo Cinema nie przyniosły uznania ze strony portugalskiej publiczności, jednak ceniła je krytyka zagraniczna.
Potencjał Novo Cinema wyczerpał się wraz z nastaniem rewolucji goździków w 1974 roku, kiedy zlikwidowano cenzurę i zaprowadzono demokratyczny system. W II połowie lat 70. XX wieku reżyserzy portugalscy skupili się na rozliczeniach dyktatury Salazara; uznanie rodzimej krytyki przyniosły m.in. Łagodne obyczaje (1975) Alberto Seixasa Santosa oraz Trás-os-Montes (1976) Antónia Reisy i Margaridy Cordeiry. Uwagę światowej krytyki zwrócił na nowo de Oliveira, rozwijając w latach 70. i 80. swoje kino autorskie w produkcjach pokroju Zgubnej miłości (1978), Franciski (1982), Atłasowego trzewiczka (1983), Mojej sprawy (1985) oraz Kanibali (1986). Za ich produkcję odpowiadał Paulo Branco, który wspierał finansowo także projekty innego utalentowanego reżysera, João Césara Monteiro. Monteiro zasłynął takimi filmami, jak Ścieżki (1978), Naturalna (1981), Kwiat morza (1986), a przede wszystkim Wspomnienia z Żółtego Domu (1989), które były groteskową opowieścią o konserwatywnej portugalskiej prowincji, nagrodzoną Srebrnym Lwem na 46. MFF w Wenecji. Kino autorskie oparte na rodzimej tradycji kulturowej rozwijali również Reis i Cordeiro (Ana, 1981), Rocha (Góry księżycowe, 1987) oraz João Mário Grilo (Proces króla, 1989).

## Współczesne tendencje

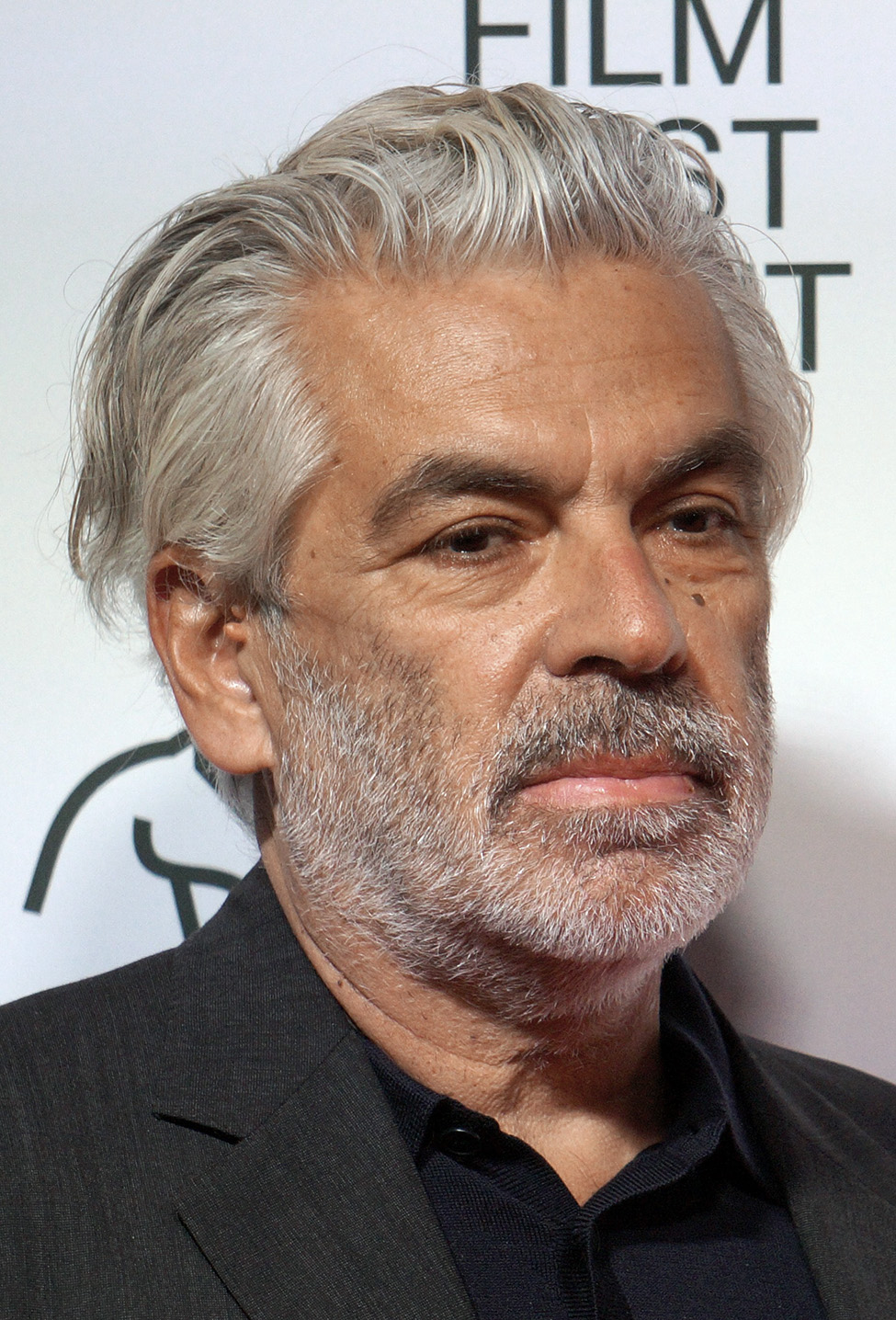
Pedro Costa

W latach 90. XX wieku reżyserzy portugalscy podejmowali na ogół trzy tematy. Pierwszy z nich obracał się wokół tematyki kolonialnej i postkolonialnej bądź poszukiwania korzeni. Ten temat reprezentowały między innymi Raj utracony (1992) Alberta Seixasa Santosa, Na południe (1993) João Botelho, Koniec świata (1993) Grilo oraz Anioł stróż (1998) Margaridy Gil. Drugi – wokół traumy dzieciństwa i rozpadu rodziny, który to temat pojawiał się na przykład w filmach W dniu moich urodzin (1992) Botelho, Żegnaj, tato (1996) Luisa Felipe Rochy, Comédia infantil (1997) Solveig Nordlund i Glória (1999) Manueli Viegas. Trzeci zaś – wokół egzystencji środowisk przestępczych oraz życia w biednych dzielnicach Lizbony, na przykład w filmach Chmura (1991) Any Luisy Guimarães, Bezbrzeżny smutek (1994) Teresy Villaverde, Kości (1997) Pedra Costy i Zona J (1999) Leonela Vieiry. W owym czasie wyróżniły się przede wszystkim osobowości autorskie pokroju Costy (np. Dom z lawy, 1994) oraz Villaverde (Mutanci, 1999). Nadal też działał de Oliveira, którego coraz bardziej konserwatywne filmy stanowiły głosy w debacie nad dziedzictwem kolonialnym („Non”, albo próżna chwała rządzenia, 1990) oraz kulturą Portugalii (Dolina Abrahama, 1993).
Krytyk Jorge Silva Melo opisywał współczesny stan kinematografii portugalskiej frazesem „kino portugalskie nie istnieje”. Melo nie miał na myśli bezruchu kina Portugalii, lecz jego stopniową zależność od przemian globalizacyjnych oraz różnorodność tematyczną, która nie jest podporządkowana kategoriom narodowym. Zdaniem Mariny Guiomar „kino portugalskie kultywuje [...] nostalgię za przeszłością, lecz rozwija się jako część teraźniejszości, z jej różnorodnością technik, narracji, stosunków społecznych i politycznych”. Guiomar zauważała, iż kino Portugalii wciąż koncentruje się na saudade, czyli tęsknocie za przeszłością. Ta tęsknota według Guiomar powinna nabrać bardziej „rzeczywistego” charakteru.